# Олейник, Павел Павлович
Павел Павлович Оле́йник  (род. 6 октября 1941, Днепродзержинск) — советский и российский учёный и инженер-строитель, специалист в области организации строительства и приемке в эксплуатацию законченных строительных объектов, повышения эффективности и качества строительно-монтажных работ, доктор технических наук, профессор, лауреат премии Совета Министров СССР за участие в разработке, опробации и внедрении концепции мобильных зданий в строительной отрасли.
Директор ЦНИИОМТП Госстроя СССР с 1992 по 2005 год.
Являлся председателем комиссий ГЭК и ГАК, председателем диссертационных советов по специальностям «Технология и организация строительства» и «Организация производства (строительство)».

## Биография

### Профессиональная деятельность
В 1965 году окончил Московский инженерно-строительный институт по специальности инженер-строитель.
После окончания института работал на инженерных должностях Минсредмаша. При его участии построен ряд объектов в гг. Шевченко (Казахстан), Соликамске, Серпухове.
С 1968 года по 2005 год являлся сотрудником Центрального научно-исследовательского и проектно-экспериментального института организации, механизации и технической помощи строительству (ЦНИИОМТП) Госстроя СССР, в котором прошел все ступени профессиональной карьеры от научного сотрудника до генерального директора.
С 2005 года по 2020 год являлся генеральным директором ООО «Центр научных исследований организации, механизации, технологии строительного производства» (ЦНИОМТП).
К числу крупных объектов, возведенных и введенных в действие при участии Олейника П. П. относятся — Ульяновский авиационно-промышленный комплекс, Астраханский газоперерабатывающий завод, Оскольский электрометаллургический комбинат, Красноярский завод тяжелых экскаваторов. При его участии была разработана документация по сносу (демонтажу) жилых зданий первого индустриального поколения и др.
Является автором ГОСТов, СНиП и СП по организации строительства, норм продолжительности строительства зданий и сооружений, системы стандартов СТО НОСТРОЯ и др. Научно-производственный опыт Олейника П. П. был применен при разработке в нормативно-методической базы строительной отрасли.

#### Мобильные здания
До 1960 года на строительных площадках строились временные строения (времянки, бараки), которые использовались для складов, мастерских, жилья рабочих и бытовых целей. Подготовительный строительный цикл был долгим и дорогим. Сами строения зачастую были низкого качества как для бытовых условий, так и для производственных процессов. После окончания строительных работ времянки разбирались, сносились или бросались на месте строительства. 
Группой учёных при участии Олейника П. П. была предложена, в короткие сроки разработана и опробирована концепция унифицированных мобильных зданий заводского (промышленного) изготовления.
Мобильные здания сразу в заводских условиях полностью комплектовались необходимым оборудованием, инструментами и мебелью в зависимости от назначения модулей.
Номенклатура разработанных унифицированных модулей была очень широкой, модули разного назначения могли объединяться в комплексы, а размер и конфигурация комплексов могли оперативно трансформироваться под возникающие потребности. Мобильные здания часто могли размещаться просто на ровных площадках, совсем без фундамента или на упрощенном (облегченном) фундаменте.
Один модуль мог использоваться и перемещаться на новые площадки до 30 раз.
Модули могли транспортироваться серийными видами автомобильного, железнодорожного, водного и воздушного транспорта. Появилась возможность как оперативно перемещать здания и сооружения по мере окончания и начала строительных работ, так и размещать и накапливать временно не используемые модули на площадках хранения. Это позволило создавать базы проката и фонд мобильных (инвентарных) зданий для оперативного использования.
В период разработки и опробирования концепции (1966-69 гг.) было произведено пробное применение мобильных зданий в строительстве, отбор наилучших образцов отдельных экспериментальных строений. Экспериментальное применение мобильных зданий показало значительное сокращение времени и стоимости подготовительных строительных работ, повысило мобильность строительных организаций, позволило в короткие сроки возводить целые строительные поселки с гораздо более высоким качеством проживания и лучшим качеством организации производственных процессов.
По итогам проведенных тестовых мероприятий в 1969-70 гг. была подготовлена и принята государственная программа по замене временных (сносимых) зданий (бараков) в строительстве на мобильные здания, изготовленные промышленным способом. По этой программе строились новые заводы и проводилось расширение, реконструкция и техническое перевооружение действующих. Была создана новая отдельная подотрасль стройиндустрии по изготовлению мобильных (инвентарных) зданий и сооружений, которая вывела отрасль строительства на новый технологический уровень. 
Практика применения мобильных (инвентарных) зданий в строительстве была отражена в соответствующих научных работах (1977, 1985 и др.) и нормативной документации (ГОСТ 25957-83, ГОСТ 22853-86 и др.). 
Позднее область применения мобильных зданий (Модульные здания, Блок-контейнер) значительно расширилась. Концепция и технологическая документация начала использоваться не только в строительной области, но и при организации вахтовых поселков, при работах МЧС и в других сферах. На этой основе разрабатывались мобильные котельные, электростанции, мобильные мастерские и другие применения.
За участие в разработке концепции мобильных зданий и подготовку нормативной и технической документации по их промышленному производству Олейник П. П. в 1988 году был награжден премией Совета Министров СССР.

### Научная и педагогическая деятельность
Параллельно с работой в ЦНИИОМТП защитил диссертации на соискание ученой степени кандидата технических наук, а затем доктора технических наук по специальности «Технология и организация строительства» и имеет ученое звание профессора по этой же специальности.
Параллельно вел педагогическую деятельность в МИСИ — МГСУ. С 2007 года по 2012 год являлся заведующим кафедрой Организации строительного производства (ОСП), а после объединения в 2012 году кафедры Технологии строительного производства (ТСП) и кафедры Организации строительного производства работает на кафедре Технологии и организации строительного производства (ТОСП) в должности профессора.
Научная деятельность Олейника П. П. направлена на решение одной из ключевых проблем капитального строительства — организации эффективного инвестиционного процесса создания предприятий, зданий и сооружений. Им определены закономерности взаимодействия этапов и элементов инвестиционного процесса и предложены принципы целостности системы возведения объектов.
Им впервые разработана теория совмещения подготовительного и основного периодов строительства, положения по единой системе подготовки строительного производства и инженерному обустройству строительных площадок. В рамках данной теории сформулированы концепция, методологические основы и проектные решения по применению мобильных зданий в строительстве.
Олейник П. П. внес научный вклад в разработку и развитие методов и форм возведения зданий и сооружений — организация на основе долговременных потоков, строительство узловым методом крупных промышленных комплексов, возведение межотраслевых установок комплектно-блочным методом, организация пионерного освоения труднодоступных и малоосвоенных районов.
Результаты научной деятельности Олейника П. П., достигнутые путем эффективной интеграции науки и производства, нашли применение при выполнении государственных и региональных программ.
Олейник П.П является автором многих рабочих программ дисциплин для подготовки бакалавров и магистров, учебно-методических планов и конспектов лекций.
Является руководителем магистерской программы «Технология и организация строительства».
В период педагогической деятельности им подготовлены несколько сотен дипломированных инженеров в области промышленного и гражданского строительства, более 20 кандидатов технических наук.
В течение более 30 лет являлся председателем Государственной экзаменационной комиссии (ГЭК) и Главной аттестационной комиссии (ГАК), членом, зам. председателя и председателем диссертационных советов по специальностям «Технология и организация строительства» и «Организация производства (строительство)».
Член президиума научно-технического совета МГСУ.
Руководит работой аспирантов и докторантов.

## Публикации
Является автором более 460 научных трудов, в том числе справочников, терминологических словарей, энциклопедий, нормативно-технических документов, монографий, учебников и учебных пособий, ряд из которых впоследствии были переизданы.
Некоторые публикации:
- Олейник П. П. Организация строительного производства: монография — Москва: Издательство Ассоциации строительных вузов (АСВ), 2010;
- Олейник П. П., Ширшиков Б. Ф. Организация, планирование, управление и экономика строительства : терминологический словарь : справочное издание : справочник — Москва: Издательство Ассоциации строительных вузов (АСВ), 2016;
- Олейник П. П. Основы организации и управления в строительстве: учебник — Москва: Издательство Ассоциации строительных вузов (АСВ), 2014. Переиздание, 2016;
- Олейник П. П. Организация, планирование и управление в строительстве: учебник — Москва: Издательство Ассоциации строительных вузов (АСВ), 2015. Переиздание, 2017;
- Олейник П. П., Бродский В. И. Организация строительной площадки: учебное пособие — Москва: МГСУ, 2014. Переиздание, 2020;
- Олейник П. П., Бродский В. И. Организация строительного производства : подготовка и производство строительно-монтажных работ: учебное пособие — Москва: МИСИ-МГСУ, 2020;
- Олейник П. П., Бродский В. И., Кузьмина Т. К. Теория, методы и формы организации строительного производств : учебник по направлению подготовки 08.04.01 Строительство: учебное пособие : в 2 частях, Ч. 1 — Москва: МИСИ-МГСУ, 2019;
- Олейник П. П., Бродский В. И., Кузьмина Т. К., Чередниченко Н. Д. (под общ.ред. д.т. н., проф. Олейника П. П.) Теория, методы и формы организации строительного производств : учебник по направлению подготовки 08.04.01 Строительство: учебное пособие : в 2 частях, Ч. 2 — Москва: МИСИ-МГСУ, 2019;
- Олейник П. П., Бродский В. И. Формирование документации по производству строительно-монтажных работ: монография — Москва: МИСИ-МГСУ, 2018;
- Олейник, П. П. Научно-технический прогресс в строительном производстве : монография — Москва : АСВ, 2019. — 442 с.;
- Олейник, П. П. Индустриально-мобильные методы возведения предприятий, зданий и сооружений : монография — Москва : АСВ, 2021. — 488 с.;
- Олейник П. П. Организация системы переработки строительных отходов : Монография. — М. : МГСУ, 2009. — 251 с.

## Награды и звания
За многолетнюю производственную и научно-педагогическую деятельность награжден орденами и медалями СССР и Российской Федерации.
Ордена:
- Орден Дружбы (1999).

Медали:
- Медаль «За доблестный труд. В ознаменование 100-летия со дня рождения Владимира Ильича Ленина»  (1970);
- Медаль «Ветеран труда» (1988);
- Медаль «В память 850-летия Москвы» (1997).

Грамоты:
- Государственной Думы (2013);
- Министерства строительства и ЖКХ РФ (2014);
- Федеральной службы по экологическому, технологическому и атомному надзору (2018).

Звания:
- Академик Российской инженерной академии (РИА)[1];
- Лауреат премии Совета Министров СССР (1988);
- «Заслуженный строитель Российской Федерации»[1] (1995);
- «Заслуженный инженер России»[13] (2000);
- «Почётный строитель России»[13] (2002);
- «Почетный работник науки и техники Российской Федерации»[1] (2012).

Награжден также знаками и медалями МГСУ, Государственного собрания республики Марий Эл, Национального объединения изыскателей и проектировщиков, Национальной ассоциации алмазной резки и сверления.
- Дипломом и медалью Российской академии архитектуры и строительных наук;
- Премией: академика строительства Украины им. М. С. Будникова (Лауреат премии им. Будникова[13]);
- Медали ВДНХ СССР (1976. 1979, 1982, 1983, 1985, 1986).